# کارتر برکستون
کارتر برکستون (Carter Braxton)‏ (۱۰ سپتامبر۱۷۳۶–۱۰ اکتبر ۱۷۹۷)،‏ امضاءکنندهٔ اعلامیه استقلال ایالات متحده، تاجر، از پدران بنیان‌گذار ایالات متحده، کشاورز و سیاست‌مدار ویرجینیا بود. برکستون، نوه‌ی رابرت «کینگ» کارتر یکی از ثروتمندترین و قدرتمندترین زمین‌داران و برده‌داران قلمروی قدیمی بود و مدت ۲۵ سال در مجلس قانون‌گذاری ویرجینیا فعالیت کرد و عموماً با لندون کارتر، بنجامین هریسون پنجم، ادموند پندلتون و سایر کشاورزان محافظه‌کار متحد شد.

## اوایل زندگی
برکستون در ۱۰ سپتامبر سال ۱۷۳۶ در نیوینگتون کشتزار در شهرستان کینگ و کوئین ویرجینیا متولد شد، اما اشتباهاً گزارش داده شد که با مادرش فوت نموده‌است، مری کارتر برکستون مادر برکستون که به یک سرما خوردگی معمولی مبتلا شده بود، اندکی بعد از زایمان فوت کرد.
کینگ کارتر، پدربزرگ مادری برکستون که به احتمال زیاد در حین مرگ‌اش ثروتمندترین مرد و همچنین از بزرگترین زمین‌داران در ویرجینیا بود، مبلغ ۲۰۰۰ پوند را به جوان‌ترین دخترش که پنج‌ماه بعد از فوت پدرش با جورج برکستون. جر نامزد شد، وصیت کرد (اگرچه که برادر وی مبلغ مذکور را الی زمان مرگ شوهر جدیدش به وی پرداخت نکرده بود). جورج برکستون پدر، پدربزرگ پدری برکستون تا سال ۱۷۰۴ (قبل از باز شدن سرزمین‌های به روی سکونت اروپایی‌ها)، یکی از جمله صد زمین‌دار بزرگ در گردنهٔ شمالی ویرجینیا شده بود. جورج برکستون پدر، نخستین‌بار در سال ۱۷۱۸ به مجلس برگزس انتخاب شد و نُه سال بعد با جان رابنسون، قدرت‌مندترین رئیس مجلس برگزس و خیراندیش خانوادهٔ برکستون، دوباره به مجلس برگزس انتخاب شد. برکستون مسن حداقل یک کشتی که با هند غربی و سایر جاها تجارت می‌نمود داشت و واسط تجاری محموله‌های برده‌های سیاه‌پوست که به کشاورزان ویرجینیا فروخته می‌شدند، بود. وی به سن ۷۱ سالگی زمانی‌که کارتر دوازده ساله بود، فوت کرد؛ جورج جنیر، پسر ارشد وی (پدر کارتر) به عنوان نماینده محله‌های کینگ و کوئین جانشین وی شد، اما اندکی بعد در سال ۱۷۴۹ درگذشت. رئیس رابنسون و همسایه وی همفری هیل به‌عنوان نگهبان کارتر و برادر اندک (۳ سال) بزرگتراش جورج (که وارث زمین‌های نیوینگتون و زمین‌های مختلف در کینگ و کوئین و شهرستان اسکس) خدمت کردند.
برکستون که همانند پدر و برادراش در کالج ویلیام و مری تحصیل کرد، با پیروی از سنت خانوادگی در سن ۱۹ سالگی با جودت رابنسون، وارث ثروتمند و خواهرزاده رئیس مجلس برگزس ازدواج نمود. اما، جودت با تولد دخترشان فوت کرد و دو دختر به‌نام‌های مری و جودت برکستون از خود برجای گذاشت. برکستون که جدیداً خانمش فوت کرده بود، به‌زودی به مدت دوسال به انگلند سفر کرد. برکستون به‌محض برگشت به مستعمره در سال ۱۷۶۰ السینگ گرین محلی‌که وی با جودت زندگی می‌کرد را فروخت و مجدداً ازدواج کرد، این‌بار با الیزابت کوربین، دختر بزرگ ریچارد کوربین معاون خزانه‌داری کل درامدهای سلطنتی در ویرجینیا ازدواج کرد که وی به ارزش مبلغ ۱۰۰۰ پوند جهیزیه با خود آورد.

## حرفه به عنوان تاجر و مالک مزرعه
مدت کوتاهی بعد از ازدواج دوم، کارتر برکستون یک قایق سفری کوچک خریداری نمود و انرژی خویش را صرف بازرگانی نمود. برکستون میان هند غربی و مستعمرات آمریکایی تجارت می‌نمود و در این جریان با بی‌آرد و پسر نیویورک و ویلینگ و مورس فیلادلفیا ارتباط برقرار نمود. وی همچنین براوون اهل پراویدنس رود آیسلند را که در جریان جنگ فرانسه و هند تجارت برده را ترک نموده بود، ترغیب به فروش مردمان آفریقایی به خود نمود، مگر ممکن چنین یک معامله‌های انجام نشده باشد. اینکه شرکت‌های بازرگانی برکستون شامل بازرگانی برده بود یا خیر، او و برادراش توسط یک برده سیاه‌پوست در کالج ویلیام و مری همرایی می‌شدند.
برکستون بعداً در مزارع مختلف خود برده‌های زیادی داشت و هیچ یادداشتی از آزاد سازی برده‌ها توسط وی یا وصیت او وجود ندارد. زندگی‌نامه نویس وی ذکر می‌کند که در اخیر جنگ انقلابی، علی‌رغم فروش برخی از اموال و دارائی‌هایش بعد از مرگ پدر و برادر و قرضه‌های خودش، برکستون حد اقل۱۲۰۰۰ مترمربع زمین و به تعداد ۱۶۵ برده داشت. آلانز. ت. دل، زندگی‌نامه‌نویس تصریح می‌کند که برکستون قبل از مرگش، تمامی برده‌های سیاه‌پوست خود به‌جز از ۴۲ نفر را یا فروخت یا به خویشاوندان خویش داد و احتمالاً صرف توانایی کشت کمتر از نیمی از ۳۹۰۰ متر مربع زمین باقی‌مانده را داشت. گرایش‌های نژادی برکستون، درحالی‌که در طبقه خودش معمول بود، در تضاد با گرایش‌های سایر نوه‌های شاه کارتر از جمله رابرت کارتر سوم و جورج میسون چهارم که در جریان حرفه وکالت خویش علیه تجارت برده‌داری مبارزه می‌نمودند، قرار داشت. از زمان پایان جنگ داخلی به بعد، اکثریت افراد با نام کارتر برکستون، آفریقایی-آمریکایی بوده و احتمالاً که از نسل بردگان مزارع برکستون هستند.

## اوایل حرفهٔ سیاسی
برکستون حرفه طولانی خویش را با نمایندگی از شهرستان ویلیام کینگ درمجلس برگزس ویرجینیا آغاز کرد و در سال ۱۷۶۱ به کرسی خود جلوس نمود. با این وجود، برادراش جورج در ۳ اکتبر سال ۱۷۶۱ فوت نمود و دارایی ورشکسته‌ای از خود برجای گذاشت، بنابراین، خانواده برکستون، نیونگتون را (که در سال ۱۸۰۰ زیر نظر سایر مالکین، آتش زده شد)، از دست دادند. هرچند که خانواده‌های برکستون که سطح زندگی بلندی داشتند و همچنین متحدان سیاسی رئیس جان رابنسون از جمله ثروتمندان بودند، اما زمانی‌که در سال ۱۷۶۶ افتضاح املاک جان رابنسون شروع گردید، آنها از جملهٔ بزرگترین ذینفعان قروض بدون بهره رئیس فقید مجلس از پول‌های کاغذی بازخریده شده بودند که تصور می‌شد، سوزانده شده‌اند.
علاوه بر وظایفش به‌عنوان رئیس مجلس برگزس، برکستون به عنوان کلانتر شهرستان کینگ ویلیام (مقام سودآور که به‌خاطر آن مدت کوتاهی از سمت ریاست مجلس برگزس استعفا داد)، سرهنگ شبه‌نظامیان خود و متصدی امور مالی و اداری کلیسای آشفتهٔ ست جان که تقریباً در ده مایلی مزرعه چروکی‌اش قرار داشت، خدمت کرد. اختلافات فرقه‌ای در محدودهٔ قلمروی کلیسا (که اعضا را به منظور حمایت نه‌تنها از سر کشیش بلکه از افراد فقیر محدوده قلمروی کلیسا تشخیص کرد) چنان تشدید یافت که مجلس برگزس جلسات استماعیه برگزار کرد و در نهایت لایحهٔ ویژه‌ای را برای منحل سازی اتاق دعای کلیسا طبق میل برکستون تصویب کرد.
هرچند برکستون همیشه به عنوان یک سیاست‌مدار میانه‌رو یا محافظه کار مطرح بود، نخستین انجمن ویرجینیا را به قصد اعتراض به قوانین تاونزند در مورد چای و محصولات، امضاء نمود. مگر مثل متحد خود لندن کارتر، نه انجمن دوم که مکانیزم پیروی از بایکوت را تنظیم نموده بود را امضاء کرد و نه انجمن سوم ویرجینیا در دفاع از عدم خرید انواع مختلف کالاهای هند شرقی را. در سال ۱۷۷۴ اما برکستون (همراه با ویلیام آیلیت) به عنوان نماینده شهرستان کینگ ویلیام، به ویلیامزبرگ برگشت و به ۱۰۸ نماینده دیگر در انجمن چهارم ویرجنیا که کمیته‌های محلی مصونیت و همچنین شبه‌نظامیان داوطلب را اجازه فعالیت می‌داد، پیوست. زمانی‌که لرد دانمور باروت و تفنگ چخماقی مستعمره را برای تفنگ‌های خویش ضبط نمودن. برکستون به مذاکره در مورد مصالحه میان پاتریک هنری قانون‌گذار همکار خویش و کاربین، پدرزنش کمک کرد که باعث جلوگیری از یک بحران شد.

## انقلابی بی میل و میانه‌رو ویرجینیا
برکستون «در جریان جنگ انقلابی یک سیاست‌مدار میانه‌رو- اغلب طرفدار بریتانیایی‌ها (اما نه یک وفادار)» بود. با وجود غیابت در برخی از جلسات، میان سال ۱۷۶۱ و انحلال مجلس توسط لرد دانمور، شانزده مرتبه از شهرستان خود نمایندگی نمود؛ او همچنین به عنوان نمایندهٔ محله در تمامی پنج جلسات کنوانسیون ویرجینیا خدمت کرد. برکستون در سال ۱۷۷۴ به کمیتهٔ ایمنی میهن‌پرستان در ویرجینیا پیوست و به همین‌گونه کمیته قانون‌گذاری در رابطه با مجازات قانونی برای محافظه‌کاران را ریاست نمود.
بعد از مرگ نا بهنگام پیتون راندولف در اکتبر سال ۱۷۷۵ در فیلادلفیا، قانون‌گذاران ویرجینیا برکستون را به جای وی در کنگره قاره‌ای انتخاب کردند. برکستون از فوریه تا اوت سال ۱۷۷۶ در کنگره خدمت کرد و این زمانی بود که مجلس ویرجینیا تعداد نمایندگان را به پنج عضو کاهش داد. برکستون در این سمت اعلامیهٔ استقلال را امضاء کرد، اگر چه قبلاً در کمیته کل، پیش از موعد با آن مخالفت نموده بود و موضع خویش را در چندین نامه به برادرش لندن کارتر توضیح داد. برکستون همچنین انتقادات انقلابیون را در رساله‌اش تحت عنوان خطاب به کنوانسیون که در پاسخ به پیشنهادها مقاله «اندیشه‌های جان آدمز در مورد حکومت» به چاپ رسانیده بود، برانگیخت.
پس از برگشت برکستون به مجلس برگزس، مجلس از وی و توماس جفرسون به‌خاطر خدمات شان تشکری کرد، اما با این وجود، رای‌دهندگان کینگ ویلیام نتوانستند برکستون غایب‌را مجدداً به عنوان نماینده انتخاب نمایند (ازین‌رو، او دو جلسه را در سال ۱۷۷۸ از دست داد). علاوه براین خانه او در چیروکی اندکی قبل از فرا رسیدن کریسمس در سال ۱۷۷۶ آتش گرفت، لذا برکستون خانواده خویش‌را به گراو هاوس در نزدیکی وست پوینت ویرجینیا منتقل نمود. برکستون در اکثریت فعالیت‌های قانون‌گذاری خویش مخالف سیاسی خانواده لی (از زمانی‌که در افتضاح املاک رابنسون درگیر شدند) بود و همچنین در یک نزاع مطبوعاتی که ظاهراً در رابطه با فعالیت‌های بازرگانی و دیپلماتیک سیلاس دین بود، با آرتورلی فعال ضد برده‌داری و دیپلمات درگیر شد. میان سال‌های ۱۷۷۶ و ۱۷۸۵، برکستون از جملهٔ ۱۱ مجلس قانون‌گذاری در۸ مجلس آن خدمت کرد و در ۱۴ جلسه از ۲۱ جلسه شرکت کرد و توجه ویژه به قروض و مهلت قانونی مالیات یا سایر معافیت‌ها داشت.